# Карл Вондрак
Карл Вондрак (нім. Karl Wondrak, 6 вересня 1895 — 27 квітня 1973) — австрійський футболіст, що грав на позиції правого крайнього нападника.
Виступав за клуби віденські «Вінер АФ» і «Рапід», а також національну збірну Австрії. Семиразовий чемпіон Австрії і дворазовий володар Кубка Австрії.

## Клубна кар'єра
У дорослому футболі дебютував виступами за команду клубу «Вінер АФ», у складі якої здобув перший титул чемпіона Австрії. З 1914 і по 1928 рік грав у команді «Рапід» (Відень). Ще шість разів виборював титул чемпіона Австрії, двічі ставав володарем Кубка Австрії. В 1927 році став з командою фіналістом Кубка Мітропи.
Помер 27 квітня 1973 року на 78-му році життя.

## Виступи за збірну
1914 року дебютував в офіційних матчах у складі національної збірної Австрії. Протягом кар'єри у національній команді, яка тривала 11 років, провів у формі головної команди країни 15 матчів, забивши 3 голи.

## Статистика виступів

### Статистика клубних виступів
| Клуб              | Сезон             | Чемпіонат | Чемпіонат | Кубок | Кубок | Кубок Мітропи | Кубок Мітропи | Всього | Всього |
| Клуб              | Сезон             | Матчі     | Голи      | Матчі | Голи  | Матчі         | Голи          | Матчі  | Голи   |
| ----------------- | ----------------- | --------- | --------- | ----- | ----- | ------------- | ------------- | ------ | ------ |
| «Рапід»           | 1913—1914         | 5         | 1         | -     | -     | -             | -             | 5      | 1      |
| «Рапід»           | 1914—1915         | 4         | 0         | -     | -     | -             | -             | 4      | 0      |
| «Рапід»           | 1915—1916         | 6         | 0         | -     | -     | -             | -             | 6      | 0      |
| «Рапід»           | 1916—1917         | 17        | 9         | -     | -     | -             | -             | 17     | 9      |
| «Рапід»           | 1917—1918         | 17        | 4         | -     | -     | -             | -             | 17     | 4      |
| «Рапід»           | 1918—1919         | 14        | 5         | 1     | 2     | -             | -             | 15     | 7      |
| «Рапід»           | 1919—1920         | 22        | 10        | 5     | 3     | -             | -             | 27     | 13     |
| «Рапід»           | 1920—1921         | 23        | 8         | 2     | 0     | -             | -             | 25     | 8      |
| «Рапід»           | 1921—1922         | 17        | 5         | 1     | 0     | -             | -             | 18     | 5      |
| «Рапід»           | 1922—1923         | 22        | 6         | 3     | 2     | -             | -             | 25     | 8      |
| «Рапід»           | 1923—1924         | 10        | 1         | 0     | 0     | -             | -             | 10     | 1      |
| «Рапід»           | 1924—1925         | 18        | 2         | 0     | 0     | -             | -             | 18     | 2      |
| «Рапід»           | 1925—1926         | 21        | 7         | 1     | 0     | -             | -             | 22     | 7      |
| «Рапід»           | 1926—1927         | 15        | 8         | 2     | 0     | -             | -             | 17     | 8      |
| «Рапід»           | 1927—1928         | 10        | 2         | 0     | 0     | 4             | 2             | 14     | 4      |
| Всього за «Рапід» | Всього за «Рапід» | 221       | 68        | 17    | 4     | 4             | 2             | 243    | 74     |

### Статистика виступів у кубку Мітропи
| №                      | Розіграш               | Стадія                 | Дата та місце проведення | Команда 1              | Рахунок | Команда 2      | Голи |
| ---------------------- | ---------------------- | ---------------------- | ------------------------ | ---------------------- | ------- | -------------- | ---- |
| 1                      | 1927                   | 1/4                    | 14.08.1927 Відень        | Рапід (Відень)         | 8:1     | Хайдук (Спліт) | 50'  |
| 2                      | 1927                   | 1/4                    | 21.08.1927 Спліт         | Хайдук (Спліт)         | 0:1     | Рапід (Відень) |      |
| 3                      | 1927                   | 1/2                    | 2.10.1927 Відень         | Рапід (Відень)         | 2:1     | Славія (Прага) | 80'  |
| 4                      | 1927                   | фінал                  | 30.10.1927 Прага         | Спарта (Прага)         | 6:2     | Рапід (Відень) |      |
| Всього у кубку Мітропи | Всього у кубку Мітропи | Всього у кубку Мітропи | Всього у кубку Мітропи   | Всього у кубку Мітропи | 4       |                | 2    |

## Титули і досягнення
- Чемпіон Австрії (7):

«Вінер АФ»: 1913–1914
«Рапід» (Відень): 1915–1916, 1916–1917, 1918–1919, 1919–1920, 1920–1921, 1922–1923
- Володар Кубка Австрії (2):

«Рапід» (Відень): 1918–1919, 1919–1920
- Фіналіст кубка Мітропи: (1)

«Рапід» (Відень): 1927